# Croix de cimetière d'Ur
La croix de cimetière d'Ur est une croix située à Ur, dans le département des Pyrénées-Orientales (France).

## Description
La croix de cimetière d'Ur est datée du XVIe siècle. Constituée de fer forgé, elle se termine au sommet par une fleur de lys. Le Christ jadis en son centre a disparu. Elle est ancrée dans une base octogonale de granit, au socle décoré de moulures. Propriété de la commune, elle fait l’objet d’un classement au titre des monuments historiques depuis le  11 février 1936.